# José da Costa Nunes
José da Costa Nunes, (ur. 15 marca 1880 w Candelária w diecezji Madalena na Azorach, zm. 29 listopada 1976 w Rzymie) – portugalski duchowny katolicki, kardynał, arcybiskup Goa e Damão, wicekamerling. 

## Życiorys
26 lipca 1903 otrzymał święcenia kapłańskie w Makau. W latach 1906–1913 był wikariuszem generalnym diecezji Makau i Timoru (obecnie diecezja Makau i diecezja Dili). 21 lutego 1917 został wikariuszem kapitulnym diecezji Makau. 16 grudnia 1920 mianowany biskupem Makau, a konsekrowany 20 listopada 1921. 11 grudnia 1940 przeniesiony na stolicę metropolitalną Goa e Damão, został patriarchą Indii Wschodnich. 16 grudnia 1953 otrzymał nominację na wicekamerlinga. Na konsystorzu 19 marca 1962 Jan XXIII wyniósł go do godności kardynalskiej z tytułem prezbitera Santa Prisca i tego samego dnia zrezygnował z urzędu wicekamerlinga. Brał udział w obradach soboru watykańskiego II. Uczestnik konklawe w 1963. Zmarł w Rzymie. Pochowano go tymczasowo na rzymskim cmentarzu Campo Verano, a później jego zwłoki zostały przeniesione do kościoła S. Antonio dei Portoghesi w Rzymie. 